# Калиник Врачански
Калиник е висш български православен духовник, митрополит на Врачанската епархия.

## Биография
Митрополит Калиник е роден като Димитър Райчев Александров на 12 март 1931 г. в село Мъглиж, Казанлъшко. Завършва основно образование през 1947 г. и е приет в Пловдивската духовна семинария. В 1956 г. завършва Духовната академия „Свети Климент Охридски“ в София. Замонашва се на 6 юни 1960 г. под името Калиник. На 10 юли същата година е ръкоположен за йеродякон. Специализира от 1960 до 1962 г. в Московската духовна академия. Ръкоположен за йеромонах на 7 юни 1962 г. От 1962 до 1970 г. е протосингел на Доростоло-Червенската митрополия. През 1968 година започва работа като агент в Държавна сигурност под имената Рилски и Велко. През 1970 г. е игумен на Рилския манастир. На 6 декември 1971 г. е ръкоположен в епископски сан с титлата велички. От 10 ноември 1974 г. е утвърден за врачански митрополит. Член е на Светия Синод на Българската православна църква. Член е на „Ротари клуб“ Враца и е почетен гражданин на Враца от 2004 г.
В 1992 година митрополит Калиник Врачански е сред инициаторите за разкола в Българската православна църква. На 18 май 1992 година заедно с митрополитите Пимен Неврокопски, Панкратий Старозагорски, Стефан Великотърновски и Софроний Доростолски и Червенски подписва заявление, с което се поддържа решението на Дирекцията за вероизповеданията за нелегитимност на избора на патриарх Максим Български в 1971 година. Митрополитите заявяват, че смятат изборът на Максим за нелегитимен и започват процедура по избора на нов патриарх. За временен наместник-председател на Светия Синод избират Пимен. Така на 18 май фактически се създава така нареченият Алтернативен синод, в който влизат пет от тринадесетте митрополити на Църквата. Към разколниците се присъединяват и пет викарни епископи. Съответно на 22 юли 1992 година Светият синод за разколничество и извършване на незаконно ръкополагане, заедно с другите разколнически архиереи, го лишава от сан.
На 1 октомври 1998 г. Всеправославният събор в София приема разкаянието на Калиник и го възстановява като врачански митрополит..
След смъртта на патриарх Максим, на 6 ноември 2012 г. Калиник предлага Николай Пловдивски за управляващ Софийската епархия, а Йоаникий Сливенски – за наместник-председател на Светия Синод. На 10 ноември 2012 г. Калиник не приема избора на Кирил Варненски и Великопреславски за наместник-председател на Светия Синод; напуска и не подписва протокола от заседанието. След няколко дни е принуден да се откаже от бойкота и да признае избора. Впоследствие се стига до успешното свикване на Патриаршеския избирателен църковен събор, избрал на 24 февруари 2013 г. Неофит за нов предстоятел на Българската православна църква..
Умира на 26 декември 2016 година в София, след прекарано онкологично заболяване. Опелото е отслужено на 28 декември в храм „Св. Николай“, в който архиереят е и погребан редом със своите предшественици Константин, Климент и Паисий Врачански.